# Adam Matthias von Trauttmansdorff
Adam Matthias von Trauttmansdorff (* 1617 in Bischofteinitz; †  2. November 1684 ebenda) war Landmarschall und königlicher Statthalter in Böhmen.

## Leben
Adam Matthias, Reichsgraf von und zu Trauttmansdorff-Weinsberg, war der älteste Sohn des Grafen Maximilian von Trauttmansdorff (1584–1650), erster Minister Kaiser Ferdinands III., aus der Ehe mit Sophie Gräfin Pálffy (1596–1668).
Er erhielt eine standesgemäße Erziehung und unternahm eine Kavalierstour nach Italien, Spanien und England, von der er 1639 zurückkehrte. In deren Verlauf hielt er sich 1637 in Rom auf, wo er mit dem dort in diplomatischer Mission weilenden Prager Kardinal Ernst Adalbert von Harrach eine lebenslange Freundschaft schloss. Mit Kardinal Harrach teilte Graf Trauttmansdorff auch 1648 die schwedische Gefangenschaft in Prag. 1663 traute der Kardinal Trauttmansdorffs Töchter.
Nach Böhmen zurückgekehrt, wurde Trauttmansdorff von Kaiser Ferdinand zum Kämmerer ernannt (8. Juni 1639) und 1645 königlicher Statthalter und (nicht erblicher) Oberstlandmarschall in Böhmen, 1665 auch  Geheimer Rat. Jedoch gelang ihm im Gegensatz zu seinem Vater keine Hofkarriere. Nach dem Tod des Vaters lebte er meist auf seinem Gut Bischofteinitz, in Prag und in Wien. Im Februar 1658 beherbergte er auf Schloss Bischofteinitz eine Woche Kaiser Leopold I. auf dessen Weg zur Kaiserkrönung in Frankfurt, wo er als Marschall des böhmischen Königreiches eine wichtige zeremonielle Rolle spielte. Auch seine lebenslangen Ambitionen, den angesehenen Orden vom Goldenen Vlies zu erhalten, blieben unerfüllt.
Graf Trauttmansdorff war einer der reichsten Großgrundbesitzer in Böhmen. Von seinem Vater erbte er das Gut Bischofteinitz, ein Haus in Pilsen und zwei Stadtpalais in Prag, konnte den Besitz aber noch durch eigene Erwerbungen und eine vorteilhafte Heirat (1642 in Litomyšl) mit der in Südböhmen (Lnáře, Protivin) reich begüterten Eva Johanna von Sternberg (1628–1674) deutlich erweitern. In Übereinstimmung mit dem letzten Willen seines Vaters stiftete Adam Matthias 1650 in Bischofteinitz ein Kapuzinerkloster, das auch zur Grablege der Familie Trauttmansdorff wurde. 1654 weihte Kardinal Harrach die Klosterkirche.
Nach dem Tod seiner ersten Frau heiratete Graf Trauttmansdorff die viel jüngere Maria Isabel Lobkowicz (1649–1719). Aus beiden Ehen hatte er insgesamt 15 Kinder. Der älteste Sohn Rudolf Wilhelm (1646–1689) erbte Bischofteinitz und übernahm auch das Marschallamt, das nach seinem Tod an Hermann Jacob Graf Czernin zu Chudenitz überging. Von ihm stammt die fürstliche Linie der Familie ab. Sein Bruder Sigismund Ludwig (1651–1707) erwarb Güter in Österreich und begründete die im 19. Jahrhundert erloschene reichsgräfliche Linie.